# Letouni
Letouni (Chiroptera) jsou řád savců, u jehož příslušníků se přední končetiny vyvinuly v křídla. Na rozdíl od letuch a plachtících kuskusů jsou letouni schopni skutečného aktivního létání. Jsou jedinými savci na světě, kteří jsou schopni aktivního letu. Jsou rozšířeni na všech kontinentech s výjimkou Antarktidy. Po hlodavcích jsou druhým nejpočetnějším savčím řádem.
Orientují se pomocí echolokace (ultrazvukové signály, které vysílají pomocí hlasového orgánu a jejichž odraz jsou schopni zachycovat sluchem). Na světě je známo přibližně 1000 druhů letounů.

## Evoluce
Letouni jsou známí od spodního eocénu (stáří kolem 52 milionů let). Jejich sesterskou skupinou možná je vyhynulá čeleď Nyctitheriidae. Letouni se poměrně rychle vyvinuli do dnešní podoby. Jedním z nejstarších netopýrů je Australonycteris clarkae z Austrálie. Ze Severní Ameriky (Wyoming) je znám Icaronycteris index z čeledi Archaeonycteridae. Nejstarším známým kaloněm je Archaeopteropus transiens ze spodního oligocénu Itálie. Dosahoval rozpětí až 1 metr a měl poměrně dlouhý ocas.

## Systematika
Tradiční systém hodnotil dva podřády letounů: kaloně (Megachiroptera), zahrnující pouze čeleď kaloňovití (Pteropodidae), a netopýry (Microchiroptera), kteří zahrnovali všechny ostatní čeledi. Kaloňovití se od všech zbývajících čeledí letounů liší tím, že nehibernují a orientují se pomocí zraku, a nikoli díky echolokaci – až na níže uvedené výjimky.
Třebaže má tento systém stále svá praktická opodstatnění, pravděpodobně není monofyletický. Současná systematika spíše operuje s podřády Yinpterochiroptera (kaloňotvaří, syn. Pteropodiformes) a Yangochiroptera (netopýrotvaří; syn. Vespertilioniformes), jejichž vnitřní taxonomie je uvedena níže:
řád Chiroptera – letouni
- podřád Yinpterochiroptera – kaloňotvaří
  - nadčeleď Pteropopodoidea – kaloni
    - čeleď Pteropodidae – kaloňovití

  - nadčeleď Rhinolophoidea – vrápencovci
    - čeleď Craseonycteridae – netopýrkovití
    - čeleď Hipposideridae – pavrápencovití
    - čeleď Megadermatidae – megadermovití
    - čeleď Rhinolophidae – vrápencovití
    - čeleď Rhinonycteridae[7]
    - čeleď Rhinopomatidae – víkonosovití
- podřád Yangochiroptera – netopýrotvaří
  - nadčeleď Emballonuroidea – pochvorepovci
    - čeleď Emballonuridae – embalonurovití (česky též pochvorepovití)
    - čeleď Nycteridae – nykteridovití

  - nadčeleď Noctilionoidea – vampýrovci
    - čeleď Furipteridae – furipterovití (česky též kouřovníčkovití)
    - čeleď Mormoopidae – mormoopidovití (česky též listobradovití)
    - čeleď Mystacinidae – mystacinovití
    - čeleď Myzopodidae – myzopodovití
    - čeleď Noctilionidae – noktilionovití
    - čeleď Phyllostomidae – listonosovití
    - čeleď Thyropteridae – tyropterovití

  - nadčeleď Vespertilionoidea – netopýrovci
    - čeleď Cistugidae – žlázokřídlecovití
    - čeleď Miniopteridae – létavcovití
    - čeleď Molossidae – tadaridovití (česky též morousovití)
    - čeleď Natalidae – natalovití
    - čeleď Vespertilionidae – netopýrovití

Monofyletismus všech těchto čeledí není zcela jistý, sporný je například v případě čeledi mormoopidovití.
Zajímavé jsou odlišnosti v echolokaci mezi těmito jednotlivými skupinami. Pro většinu čeledí je typické produkování echolokačních pulzů prostřednictvím hrtanu a jejich vysílání skrze otevřená ústa. Naopak především u příslušníků čeledí Megadermatidae, Nycteridae, Hipposideridae, Rhinolophidae a Phyllostomidae, kteří se vyznačují výraznými nosními listy, dochází k vysílání echolokačních pulzů skrze nosní dírky. Kaloňovití neecholokují, až na zástupce rodů Rousettus a Stenonycteris, u nichž jsou však echolokační pulzy vytvářeny zcela jiným způsobem než u zbylých letounů (pomocí jazyka), což svědčí pro nezávislý původ této adaptace.
Z hlediska vnější systematiky patří letouni do vývojové linie placentálních savců Laurasiatheria. Některé starší názory považovaly kaloně a netopýry za produkt konvergentní evoluce, s tím, že kaloni by byli blízce příbuzní primátům. Schopnost letu by se na základě tohoto pohledu vyvinula u savců ve dvou nezávislých případech. Molekulárně-fylogenetické analýzy však tento názor přesvědčivě vyvrátily a jednoznačně podporují monofyletismus celého řádu letounů.

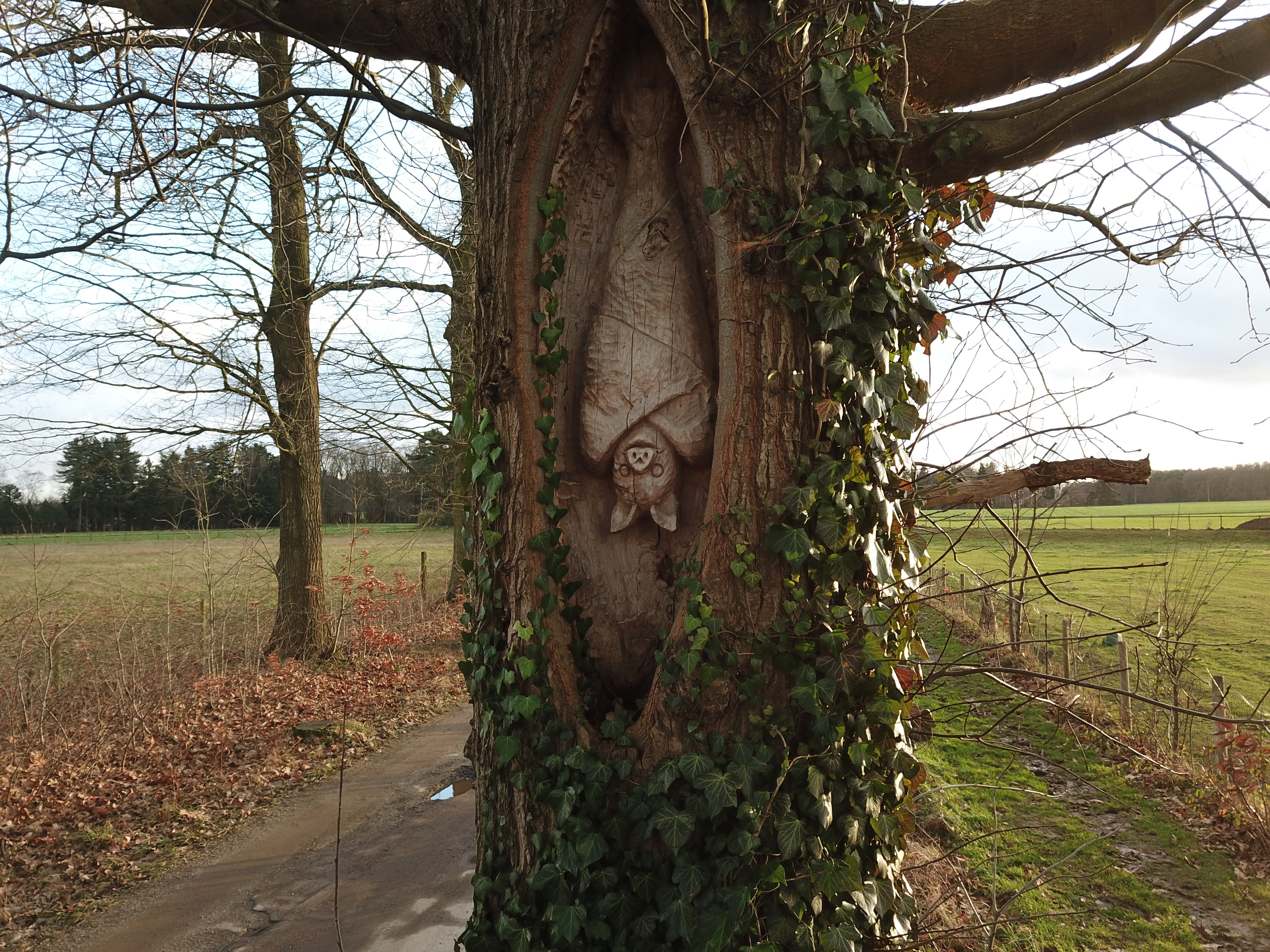
Plastika netopýra ve Vaalbeeku v Belgii

## Životní styl
Pokud nelétají, neshánějí potravu, pak zpravidla odpočívají, spí zavěšeni hlavou dolů. Potravou je jim hlavně hmyz, některé druhy se živí i ovocem, krví nebo šťávami květin. Své úkryty opouštějí zpravidla za soumraku.